# Нурали, Бяшим Юсупович
Бяшим Юсупович Нурали́ (настоящие имя и фамилия — Бяшим Юсупов; туркм. Bjashim Nurali; 4 [16] января 1900, аул Хазыдарк, Закаспийская область — 2 января 1965) — туркменский поэт и живописец, основоположник нового искусства Туркмении, первый народный художник Туркменской ССР (1947), народный поэт и певец Туркмении, заслуженный учитель Туркменистана.

## Биография
Родился в семье дехканина Нурали Юсупова. В детстве работал чабаном, возил молоко на городской базар в Ашхабаде. В 1920 году впервые познакомился с живописью, увлёкся ею и в 1921 году поступил в Ударную школу искусств Востока, закрытую по доносу в 1925 году. Увлечение живописью стало вызовом традиционному мусульманскому укладу жизни, и по велению муллы молодой художник был подвергнут наказанию, а все его ранние работы уничтожены в родном ауле.
С 1923 года начал участвовать в выставках. В 1926—1930 годах обучался искусству живописи в московском ВХУТЕМАСе у заслуженного деятеля искусств РСФСР П. В. Кузнецова и К. Н. Истомина.
После окончания института вернулся в Ашхабад. В 1930—1932 годах работал директором студии «Туркменфильм». С 1932 года преподавал живопись в Ударной школе искусств Востока, затем (до 1948 г.) — в Туркменском художественном училище; воспитал целую плеяду туркменских живописцев.
В 1929—1932 гг. — член Ассоциации туркменских художников. Один из создателей (1933) и член Союза художников Туркменистана. С 1932 г. — художественный руководитель организованной по его инициативе первой туркменской коврово-ткацкой экспериментальной мастерской.

Погиб в авиационной катастрофе в Каракумах, близ посёлка Дарваза 2 января 1965 года.

## Творчество
Художник
Самобытный, народный художник, воплотивший в своих оригинальных полотнах исконные культурные традиции нации. Картины Нурали отличаются тонкостью колорита, несут в себе оптимистический настрой, радость бытия, насыщены энергией жизни, любовью к людям и родной земле. Работал в стиле примитивизма.
Поэт
Известен как поэт; в 1920—1930-е годы написал книгу «Туркменских легенд» и поэму «Халлы и Чопан». На открытиях выставок, совещаниях и съездах вместо речей читал обычно торжественные оды.
Музыкант
С детства любил и понимал музыку, увлекался игрой на дутаре и гиджаке, был талантливым музыкантом, конструировал и самостоятельно изготовлял новые типы этих народных струнных инструментов, который ныне хранятся в фондах Главного национального музея Туркменистана.
Фильмография
1935 «Семь сердец» (режиссёр Н. И. Тихонов) — чабан

### Автор портретов и жанровых картин
- «Наказание художника муллами за рисование» (1922)
- «Курбан-байрам» (1923; Музей изобразительных искусств Туркмении, Ашхабад)
- диптих — «Туркменский старый быт» (1927; Музей искусства народов Востока, Москва)
- «Туркменский новый быт» (1927)
- «Подруги» (1957; Государственная Третьяковская галерея)
- «Бахши среди чабанов» (1964; Музей изобразительных искусств Туркмении, Ашхабад)
- «На хармане»
- «В загсе» (1940)
- «Той (праздник) Победы» (1946)
- «Сбор коконов» (1949)
- «Праздник Курбан байрамы»
- «Бахши (женщины-музыкантки) среди чабанов» (1964)
- «Портрет Махтумкули»
- «Портрет Молланепеса»
- «Памятники Древнего Куняургенча»

Портреты (хранятся в Музее изобразительных искусств Туркмении):
- «А.Нуралиева» (1932)
- «Старик туркмен» (1956)
- «Сын художника» (1960).

и другие

## Музеи
Полотна Бяшима Нурали хранятся в фондах Музея изобразительных искусств Туркмении, в Государственной Третьяковской галерее, Музей Востока (Москва, Россия).

## Награды
- Орден «Знак Почёта» (28 октября 1955 года) — за выдающиеся заслуги в развитии туркменской литературы и искусства и в связи с декадой туркменской литературы и искусства в гор. Москве[4].
- два ордена СССР.
- медаль СССР.

## Память
В Туркмении учреждена Национальная премия имени Бяшима Нурали; среди её лауреатов такие известные мастера, как Я. Аннануров, И. Клычев, Д. Байрамов, Я. Байрамов, Амангельдыев Ч. и Акмухаммедов Ш. (участники группы Семёрка), В. Павлоцкий, А. Алмамедов, Е. Мадатов.

## Портреты
Какаджан Оразнепесов. «Портрет Бяшима Нурали». Холст, масло. Музей изобразительных искусств Туркмении
«Иззат Клычев и Халаминские помогли становлению популярности Нурали. А однажды у меня вышел спор с Евгенией Михайловной Адамовой. Я ей говорил:
— Нурали наивный и примитивный.
— Он никогда не был таким.
— Докажите!
И она прочла мне его стихи в переводе на русский. Великолепные, сложные, не „примитивные“… Это было для меня открытием.
Нурали делал дутары и другие музыкальные инструменты… Человек, который имел своё сложившееся мнение о жизни — иногда такие люди кажутся тяжёлыми. В шестьдесят четвёртом недалеко от Сочи я был на курсах живописи в зимней Хосте. Из Ашхабада позвонили и сказали, что погиб Бяшим Нурали — авиакатастрофа. Билетов в кассе не было. Только один человек прибежал и сдал свой в последний момент. Вот он его и купил. Рассказывали, что шёл к самолёту спокойный, улыбающийся. В руках на весу держал две аппетитные дыни. Самолёт поднялся и рухнул. Прямо в аэропорту Дашогуза».
Какаджан Оразнепесов, художник, дизайнер, ювелир, заслуженный деятель искусств Туркменистана.